# Strada europea E853
La strada europea E853  è una strada di classe B il cui percorso si snoda interamente in territorio greco.
Collega Ἰωάννινα (Giannina) al confine con l'Albania.

## Percorso
| E853 Ἰωάννινα - ALBANIA |                                          |                                                                 |
| Tipologia               | Tratto                                   | Interconnessioni                                                |
| 20                      | Ἰωάννινα (Giannina)                      | E92, E951, E90, in comune con la E90 il tratto Giannina-Kalpaki |
| 22                      | confine di Stato presso Kakavi (Albania) |                                                                 |